# Ecuación de Kármán-Howarth
En la turbulencia isotrópica se utiliza la ecuación de Kármán-Howarth, llamada así por el nombre de sus dos descubridores Theodore von Kármán y Leslie Howarth 1938, deriva de las ecuaciones de Navier-Stokes, para describir la evolución de la autocorrelación longitudinal adimensional.

## Descripción matemática
Consideremos un tensor de correlación de velocidad de dos puntos para una turbulencia homogénea.
{\displaystyle R_{ij}(\mathbf {r} ,t)={\overline {u_{i}(\mathbf {x} ,t)u_{j}(\mathbf {x} +\mathbf {r} ,t)}}.}
Para la turbulencia isotrópica, este tensor de correlación puede expresarse en términos de dos funciones escalares, utilizando la teoría invariante del grupo de rotación completa, derivada por primera vez por Howard P. Robertson en 1940,
{\displaystyle R_{ij}(\mathbf {r} ,t)=u'^{2}\left\{[f(r,t)-g(r,t)]{\frac {r_{i}r_{j}}{r^{2}}}+g(r,t)\delta _{ij}\right\},\quad f(r,t)={\frac {R_{11}}{u'^{2}}},\quad g(r,t)={\frac {R_{22}}{u'^{2}}}}
donde
- {\displaystyle u'} es la raíz  cuadrada de la velocidad media turbulenta,
- {\displaystyle u_{1},\ u_{2},\ u_{3}} son las velocidades turbulentas en las tres direcciones,
- {\displaystyle f(r)} es la correlación longitudinal,
- {\displaystyle g(r)} es la correlación lateral de la velocidad en dos puntos diferentes.

A partir de la ecuación de continuidad, tenemos:
{\displaystyle {\frac {\partial R_{ij}}{\partial r_{j}}}=0\quad \Rightarrow \quad g(r,t)=f(r,t)+{\frac {r}{2}}{\frac {\partial }{\partial r}}f(r,t)}
Por lo tanto, {\displaystyle f(r,t)} determina de manera única la función de correlación de dos puntos. Theodore von Kármán y Leslie Howarth derivaron la ecuación de evolución {\displaystyle f(r,t)} de las ecuaciones de Navier-Stokes como:
{\displaystyle {\frac {\partial }{\partial t}}(u'^{2}f)-{\frac {u'^{3}}{r^{4}}}{\frac {\partial }{\partial r}}(r^{4}h)={\frac {2\nu u'^{2}}{r^{4}}}{\frac {\partial }{\partial r}}\left(r^{4}{\frac {\partial f}{\partial r}}\right)}
donde {\displaystyle h(r,t)} determina de manera única el tensor de triple correlación.
{\displaystyle S_{ij}={}{\frac {\partial }{\partial r_{k}}}\left({\overline {u_{i}(\mathbf {x} ,t)u_{k}(\mathbf {x} ,t)u_{j}(\mathbf {x} +\mathbf {r} ,t)}}-{\overline {u_{i}(\mathbf {x} ,t)u_{k}(\mathbf {x} +\mathbf {r} ,t)u_{j}(\mathbf {x} +\mathbf {r} ,t)}}\right).}

## Invariante de Loitsianskii
L.G. Loitsiankii derivó una invariante integral para la decadencia de la turbulencia tomando el cuarto momento de la ecuación Kármán-Howarth en 1939.
{\displaystyle {\frac {\partial }{\partial t}}\left(u'^{2}\int _{0}^{\infty }r^{4}f\ dr\right)=\left[2\nu u'^{2}r^{4}{\frac {\partial f}{\partial r}}+u'^{3}r^{4}h\right]_{0}^{\infty }.}
Si {\displaystyle f(r)} decae más rápido que {\displaystyle r^{-3}} a medida que {\displaystyle r\rightarrow \infty } y también en este límite, si se asume que {\displaystyle r^{4}h} desaparece, tenemos la cantidad,
{\displaystyle \Lambda =u'^{2}\int _{0}^{\infty }r^{4}f\ dr=\mathrm {constante} }  que es invariable.
Lev Landau y Evgeny Lifshitz demostraron que esta invariante es equivalente a la  conservación del momento angular. Sin embargo, Ian Proudman y W.H. Reid demostraron que esta invariante no siempre se mantiene ya que el {\displaystyle \lim _{r\rightarrow \infty }(r^{4}h)} no es en general cero, al menos, en el período inicial de la desintegración. En 1967, Philip Saffman demostró que esta integral depende de las condiciones iniciales y que la integral puede divergir bajo ciertas condiciones.

## Caída de turbulencia
Para los flujos dominados por la viscosidad, durante el descenso de la turbulencia, la ecuación de Kármán-Howarth se reduce a una ecuación de calor una vez que se desprecia el tensor de triple correlación, es decir,
{\displaystyle {\frac {\partial }{\partial t}}(u'^{2}f)={\frac {2\nu u'^{2}}{r^{4}}}{\frac {\partial }{\partial r}}\left(r^{4}{\frac {\partial f}{\partial r}}\right).}
Con condiciones de contorno adecuadas, la solución a la ecuación anterior viene dada por
{\displaystyle f(r,t)=e^{-r^{2}/8\nu t},\quad u'^{2}=\mathrm {const.} \times (\nu t)^{-5/2}}
de modo que,
{\displaystyle R_{ij}(r,t)\sim (\nu t)^{-5/2}e^{-r^{2}/8\nu t}.}